# Hans Jürgen Koch
Hans Jürgen Koch (* 1934 in Lüneburg; † 11. August 2014 in Frankfurt am Main) war ein deutscher Autor und Redakteur.

## Leben
Koch studierte Germanistik, Anglistik und Geographie an den Universitäten Marburg, Wales (Swansea) und Münster. Von 1962 bis 1971 arbeitete er als Redakteur für den S. Fischer Verlag. Anschließend wechselte er zum Saarländischen Rundfunk, wo er 1977 Hauptabteilungsleiter Kulturelles Wort wurde, später Wellenchef von SR 2 KulturRadio und Stellvertretender Programmdirektor Hörfunk. In Frankreich wurde ihm für seine Verdienste um die deutsch-französischen Beziehungen die Auszeichnung Ordre des Arts et des Lettres verliehen.

## Schriften
- Die deutsche Literatur. Ein Abriß in Text und Darstellung. Mittelalter, 2 Bände. Stuttgart: Reclam, 1976. ISBN 3-15-009601-4
- Zs. mit Peter Winterhoff-Spurk: Kulturradio: Perspektiven gehobener Radioprogramme, München: Fischer, 2000. ISBN 3-88927-270-3
- Zs. mit Hermann Glaser: Ganz Ohr. Eine Kulturgeschichte des Radios in Deutschland. Köln: Böhlau, 2005. ISBN 978-3-412-13503-4

## Auszeichnungen
- Ordre des Arts et des Lettres